# Igalula (Mwanza)
Igalula è una circoscrizione rurale (rural ward) della Tanzania situata nel distretto di Sengerema, regione di Mwanza. Conta una popolazione di 18 851 abitanti (censimento 2012).